# 橫山城之戰
橫山城之戰是元龜2年（1571年）9月，淺井氏派遣淺井井規攻打織田方橫山城的戰事，此戰也有發生於元龜3年（1572年）1月的說法。

## 戰況
元龜2年（1571年）9月時，淺井長政趁著織田家臣木下藤吉郎離開橫山城前往岐阜城參見織田信長時，派遣淺井井規、赤尾清冬領1千多淺井軍攻打橫山城。
至於木下藤吉郎何以會離開橫山城，按照《柏崎物語》、《總見記》等書，認為此戰發生在元龜3年（1572年）1月，而木下藤吉郎前往岐阜城的原因是起於織田信長在當年1月替織田信忠、織田信雄、織田信孝三個兒子元服，故前往參與儀式。
在木下藤吉郎離城後，由竹中重治擔任留守，防禦淺井軍的來襲，淺井軍攻城前先在週邊放火，然後一路猛攻，殺至二之丸附近，木下家臣加藤光泰提槍上陣，在混戰中被淺井家臣野一色賴母與數十人圍攻，但加藤光泰反倒殺死其中9人，光泰受傷之時，所幸苗木佐助即時來救，竹中重治隨後領兵反擊，終救下加藤光泰。
儘管竹中重治竭力防備，但淺井軍猛烈攻勢下，城池瀕臨失陷的危機，但人在岐阜城的木下藤吉郎聞訊後迅速回援，織田軍裡應外合下，反倒擊破淺井軍，淺井井規跟赤尾清冬收兵撤退，回師小谷城。此戰中，加藤光泰因表現英勇，加封領地7百貫，與力10多人。木下藤吉郎在此戰獲勝後不久，進而又勸降淺井家臣宮部繼潤，拿下宮部城。